# Adolf Spiwakowski
Adolf Spiwakowski (russisch Адольф Спиваковский; * 1891 in Smila; † 19. August 1958 in Melbourne) war ein russisch-deutsch-australischer Sänger (Bassbariton) und Musikpädagoge.

## Leben
Adolf Spiwakowski war eins von neun Kindern des Chasans David Spiwakowski und seiner Frau Rahel und damit einer der vier Spiwakowski-Brüder, die alle Musiker und Lehrer wurden: Adolf, Jascha (1896–1970), Isaak (1902–1977) und Tossi (1906–1998). Ihr Neffe war der britische Geiger, Dirigent und Komponist Michael Spivakovsky (1919–1983).
Adolf Spiwakowski zeigte schon früh seine musikalische Begabung. Unterrichtet wurde er zunächst von seinem Vater. 1902 zog die Familie nach Odessa. Während des Pogroms vom 18. Oktoberjul. / 31. Oktober 1905greg. bis zum 22. Oktoberjul. / 4. November 1905greg. in Odessa (am Ende der Russischen Revolution 1905) entkam die Familie Spiwakowski nur mit knapper Not dem Tode, hatte aber ihr gesamtes Hab und Gut durch Plünderung verloren. Adolfs Bruder Jascha Spiwakowski gab als pianistisches Wunderkind weiter Konzerte zur Unterstützung der Familie und zum Gelderwerb für eine Emigration.
Die Familie emigrierte 1907 nach Berlin. 1908 begann Adolf Spiwakowski ein Gesangsstudium. Anschließend trat er in Europa als Bassbariton-Sänger auf. Während des Ersten Weltkrieges musste er 1916 nach einer Magenkrebsoperation seine Bühnenkarriere abbrechen, so dass er sich nun völlig auf seine Lehrtätigkeit in Deutschland konzentrierte.
Nach der Machtübernahme der Nationalsozialisten 1933 emigrierte Adolf Spiwakowski zusammen mit seinen jüngeren Brüdern nach Australien. Er lehrte an der Universität Melbourne bis zu seinem Tode. 1973 stiftete seine Witwe Paula Spiwakowski († 1974) den Adolf-Spiwakowski-Preis mit Stipendien für junge Komponisten aus Commonwealth-Ländern. Seit 2007 wurde der Preis von der  Universität Melbourne Melbourne vergeben.